# Inde péninsulaire
Péninsule indienne
Ne doit pas être confondu avec l'Inde du Sud.
L'Inde péninsulaire, ou péninsule indienne, est une grande péninsule située dans la partie méridionale de l'Inde, État d'Asie du Sud. Elle est baignée à l'ouest par la mer d'Arabie (dont le golfe de Cambay), au sud-ouest par la mer des Laquedives et à l'est par le golfe du Bengale, tous trois dans le nord de l'océan Indien. Elle fait face au sud-est au Sri Lanka, par le détroit de Palk, et au sud-ouest aux Lakshadweep, territoire indien insulaire,.
Prenant la forme d'un triangle inversé, elle est délimitée (selon A. K. Dutt et al., 1976) à l'ouest par la ville de Bharuch, au nord par la chaîne des Satpura et à l'est par le massif des Rajmahal Hills. Elle accueille le point géographique le plus au sud de l'Inde continentale, le cap Comorin,. Dans une perspective géologique (en), la péninsule coïncide nettement avec le Deccan, vaste plateau qui s'étend sur une grande partie de l'Inde centrale (en) et méridionale.
Au niveau administratif, elle est partagée entre les États  d'Andhra Pradesh, de Goa, du Karnāṭaka, du Kerala, du Maharashtra, d'Odisha, du Tamil Nadu, du Telangana et du territoire de Pondichéry. Selon les définitions choisies, une partie du Bengale-Occidental, du Chhattisgarh, de Dadra et Nagar Haveli et Daman et Diu, du Gujarat, du Jharkhand et du Madhya Pradesh la traversent également,.